# Der Unrat in Sitte, Brauch, Glauben und Gewohnheitsrecht der Völker
Der Unrat oder mit vollständigem deutschem Titel Der Unrat in Sitte, Brauch, Glauben und Gewohnheitsrecht der Völker ist eine 1891 in Washington D.C. erschienene Übersicht über die ethnologische Nutzung von Fäkalien und diversen anderen Körperflüssigkeiten. Es ist die erste und bis heute umfangreichste Darstellung über skatologische Bräuche.
Verfasst wurde es von dem amerikanischen Offizier und „Freizeitanthropologen“ John Gregory Bourke als Scatalogic Rites of all Nations. A Dissertation upon the Employment of Excrementitious Remidial Agents in Religion, Therapeuthics, Divination, Witchcraft, Love-Philters, etc., in all Parts of the Globe. in einer Auflage, die nur für ausgewählte Leser bestimmt war.
Die deutsche Übersetzung erschien 1913 im Ethnologischen Verlag in Leipzig. Übersetzer waren Friedrich Salomo Krauss und Hermann Ihm. Sigmund Freud schrieb das Vorwort.

## Ausgaben
- John Gregory Bourke: Scatalogic rites of all nations. A dissertation upon the employment of excrementitious remedial agents in religion, therapeutics, divination, witchcraft, love-philters, etc., in all parts of the globe. W. H. Lowdermil & Co., Washington, D.C. 1891 (archive.org).
- John Gregory Bourke: Der Unrat in Sitte, Brauch, Glauben und Gewohnheitsrecht der Völker. Ethnographischer Verlag, Leipzig 1913 (archive.org) (Nachdruck Eichborn Verlag, Frankfurt am Main 1996, ISBN 3-8218-0503-X).